# Stanisław Bender

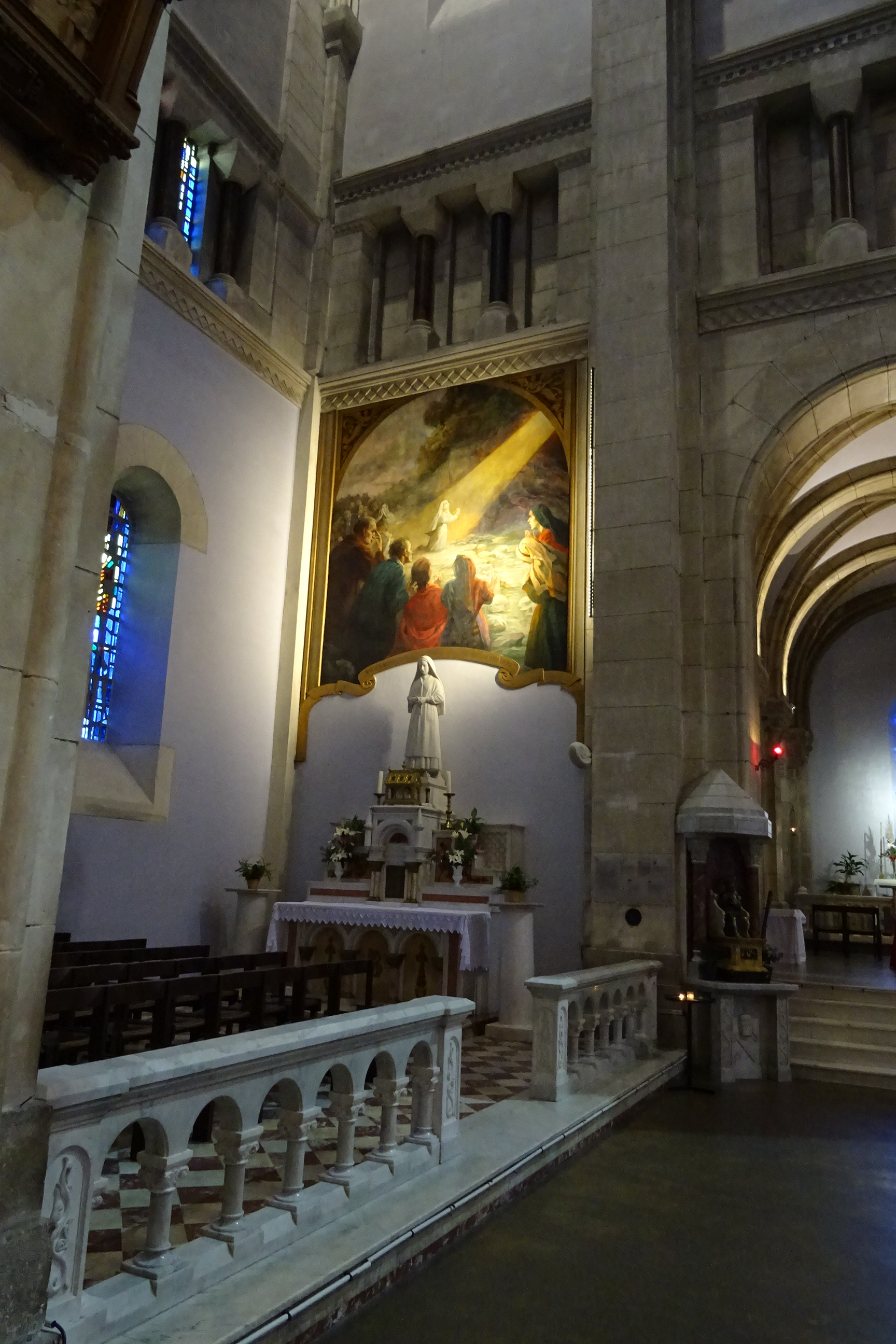
Fresk „Ekstaza św. Bernadetty” w Kościół parafialny Najświętszego Serca w Lourdes autorstwa Stanisława Bendera

Stanisław Bender (hebr. בנדר סטניסלאוס‏, ur. 1882 w Łodzi, zm. 1975 w Monachium) – polski malarz.

## Życiorys
Bender urodził się w Łodzi, w rodzinie żydowskiej. Po zdaniu matury pracował w warsztacie litograficznym, gdzie uczył się również malować. W 1904 rozpoczął studia w Paryżu w Académie Julian pod kierunkiem Jean-Paula Laurensa i Julesa Josepha Lefebvre’a. W 1909 przeprowadził się do Monachium, gdzie w październiku podjął studia w Królewskiej Akademii Sztuk Pięknych, pod kierunkiem Petera Halma i Ludwiga von Hertericha oraz prowadził atelier przy Isabellastraße. W celach zarobkowych projektował broszury reklamowe, plakaty oraz dekorował wnętrza. W latach 1921–1923 powracał do rodzinnej Łodzi, gdzie uczestniczył w wystawach artystów żydowskich i realizował prace na zamówienie łódzkich fabrykantów. W latach 30. XX w. przeniósł się z córką Marylką do Paryża. Po zajęciu Francji przez Niemcy podczas II wojny światowej ukrywał się w Lourdes, gdzie dzięki pomocy władz kościelnych udało się uratować jego córkę z transportu do obozu koncentracyjnego. Po II wojnie światowej powrócił do Monachium. W 1947 r., jako podziękowanie dla społeczności oraz władz kościelnych Lourdes za ukrywanie jego i córki podczas wojny oraz uratowanie Marylki z transportu do obozu, Bender namalował fresk o wymiarach 4 × 4 m w kościele parafialnym Najświętszego Serca w Lourdes, zatytułowany „Ekstaza św. Bernadetty”. Fresk dzięki datkom darczyńców przeszedł renowację w 2013 r.

### Życie prywatne
Stanisław Bender był żonaty – jego żona zmarła w 1919 w wieku 34 lat na grypę hiszpankę. Para miała córkę Marylkę Bender-Keller (1909–2014), malarkę i filozofkę, żonę filozofa i inżyniera Christiana Kellera.

## Malarstwo
Głównym tematem obrazów Bendera było codzienne życie chasydów, a także portrety ówczesnych mu osobistości oraz pejzaże i sceny rodzajowe z Bawarii. W 1919 został wydany we Frankfurcie album z 12 reprodukcjami obrazów życia Żydów, a także seria pocztówek autorstwa Bendera w Monachium. Prace Bendera znajdują się m.in. w Muzeum Żydowskim w Berlinie oraz w prywatnych zbiorach.